# Neuenkirchen (Anklam-Land)
 For alternative betydninger, se Neuenkirchen. (Se også artikler, som begynder med Neuenkirchen)
Neuenkirchen er en by og kommune i det nordøstlige Tyskland, beliggende i Amt Anklam-Land i den centrale del af Landkreis Vorpommern-Greifswald. Landkreis Vorpommern-Greifswald ligger i delstaten Mecklenburg-Vorpommern. Indtil 31. december 2004 hørte kommunen under Amt Spantekow.

## Geografi
Neuenkirchen er beliggende to kilometer syd for Bundesstraße B 199. Byen Anklam ligger omkring ti kilometer mod nordøst. I kommunen finder man ud over Neuenkirchen, landsbyerne Müggenburg og Strippow. Kommunen ligger ved Peene-Südkanal.

## Seværdigheder
- Wasserburg Müggenburg fra det 13. århundrede; Blev ombygget til et nygotisk slotsanlæg i slutningen af det 19. århundrede.
- Kirche Neuenkirchen fra det 13. århundrede.

## Eksterne kilder og henvisninger
- Wikimedia Commons har flere filer relateret til Neuenkirchen (Anklam-Land)
- Byens side Arkiveret 22. februar 2017 hos  Wayback Machine på amtets websted
- Statistik Arkiveret 22. februar 2017 hos  Wayback Machine